# التصنيفات الدولية لبربادوس
تتضمن المقالة التالية التصنيفات الدولية لبربادوس.
|  |

## التصنيفات الاقتصادية
- صحيفة وول ستريت جورنال ومؤسسة التراث: مؤشر الحرية الاقتصادية لعام 2005، حلّت بربادوس في المرتبة 32 من بين 155 دولة[1]
- المنتدى الاقتصادي العالمي: مؤشر التنافسية العالمية 2006-2007، المرتبة 31 من بين 125 دولة [2]
- المنتدى الاقتصادي العالمي، " مؤشر جاهزية الشبكة " لتقرير تكنولوجيا المعلومات العالمي 2006-2007:
  - 2006-2007: احتلت المرتبة 40 من بين 122 دولة
- البنك الدولي:
  - إجمالي الناتج المحلي الإجمالي للفرد
    - 2003 (البنك الدولي): المرتبة 38 - 15712 دولارًا

  - إجمالي الناتج المحلي الإجمالي (الاسمي)
    - 2003: المرتبة 138 - 2628 دولارًا
- - الناتج المحلي الإجمالي - ( تعادل القوة الشرائية ) للفرد:
  - 2004: المرتبة 59 من بين 232 دولة ومنطقة - 15700 دولار أمريكي، المرتبة 59

## تصنيفات عامة
- الأمم المتحدة: مؤشر التنمية البشرية لعام 2006، المرتبة 31 من بين 177 دولة [3]
  - 2005، المرتبة 30 من بين 177 دولة
  - 2004، المرتبة 29 من بين 177 دولة
  - 2003، المرتبة 27 من بين 175 دولة
  - 2002، المرتبة 31 من بين 173 دولة
  - 2001، المرتبة 31 من بين 162 دولة
  - 2000، المرتبة 30 من بين 174 دولة [4]
  - 1999، المرتبة 29 من بين 174 دولة
  - 1998، غير متوفر
- معدل الإلمام بالقراءة والكتابة، تصنيف الدول حسب معدل الإلمام بالقراءة والكتابة - برنامج الأمم المتحدة الإنمائي
  - 2005: احتلت المرتبة 23 من بين 177 دولة - 99.7%
- تصنيف كيرني/مجلة السياسة الخارجية: مؤشر العولمة لعام 2007، المرتبة 98 من بين 62 دولة

## تصنيفات حقوق الإنسان
- الحرية في العالم – الحريات السياسية
  - 2010، المرتبة الأولى (مشتركة) من بين 193
- الحرية في العالم – الحقوق المدنية
  - 2010، المرتبة الأولى (مشتركة) من بين 193

## التصنيفات السياسية
- مجلة الإيكونوميست: مؤشر الديمقراطية لعام 2009، غير متوفر
- تحالف حقوق الملكية: مؤشر حقوق الملكية الدولية 2008، غير متوفر
- منظمة الشفافية الدولية: مؤشر مدركات الفساد لعام 2007، المرتبة 40 من بين 163 دولة
  - 2007-2008، المرتبة 50 من بين 133 دولة [5]
  - 2006-2007، المرتبة 40 من بين 146 دولة [6]
  - 2005-2006، المرتبة 31 من أصل 125 [7]
  - 2004-2005، المرتبة 21 من بين 146 دولة [8]
- مراسلون بلا حدود: مؤشر حرية الصحافة العالمي لعام 2008، غير متوفر

## التصنيفات الاجتماعية
- وحدة الاستخبارات الاقتصادية: مؤشر جودة الحياة لعام 2005، المرتبة 33 من بين 108 دولة
- صندوق السلام: مؤشر الدول الفاشلة ( 2009)، المرتبة 135 من أصل 177
- مؤشر الكوكب السعيد: 2006، المرتبة 43 من بين 178 دولة
- مؤشر السلام العالمي لمعهد الاقتصاد والسلام 2009، غير متوفر
- أنقذوا الأطفال: تقرير حالة أمهات العالم
  - 2008: 2008 غير متوفر
  - 2004: غير متوفر

## التصنيفات التكنولوجية
- تصنيفات وحدة الاستخبارات الاقتصادية للجاهزية الإلكترونية لعام 2007، المرتبة التاسعة من بين 69 دولة
- الاتحاد الدولي للاتصالات، مؤشر الوصول الرقمي (أفضل 10 في الأمريكتين):
  - 2002: المرتبة 45 من بين 178 دولة
- المنظمة العالمية للملكية الفكرية: مؤشر الابتكار العالمي 2024، المرتبة 77 من بين 133 دولة [9]